# Stadeckerové
Páni ze Stadecku (Stadeckerové), šlechtický rod ministeriálů ze Štýrska, zemských knížat žila ve 13. a 14. století.

## Historie

### Předkové
Wulfing/Wolfber, předek šlechtického rodu Stubenbergů, přišel s markrabětem do vznikajícího Štýrska a vstoupil do druhého manželství s vdovou po Hartnidovi I. ze zámku Ort, vysoce váženou a volnou "?" Aribonen-Sprosses," jednu část obrovského Aribonenerbes "?" do jejich manželství přinesl. Jejich syn byl „Gottschalk Schirling“, odešel 1166 do svého panství hradu Neuburg/Neuberg nazývaného „Neidberg“ (hora závisti).
Syn Rudolf založil roku 1192 „Stadeckerskou linii rodu“. 

### Rudolf I.
Rudolf I. (1192–1230) se nazýval jako první na jeho hradu „Stadekke“ (Stadeck, Stattegg) severně od Štýrského Hradce. Budoucí rodové sídlo Stadeckerů bylo opevněné a umožňovalo úkryt v Semriachské pánvi. Ve 14. a 15. století byl hrádek nazýván také „Entritz (Andritz)“. Pevnost byla už v roce 1404 označená jako pustá, dnes jsou tu pouze nepatrné trosky její existence. Údolí se otevíralo na jih přes Sankt Veit na alodní statek Stadeckerů (dědic z Aribonen kolem roku 1200) mu říkal "úřad lenochodů". Nakonec byl Rudolf veřejným posluhou štýrského vévodu stejně jako jeho bratr Erchenger von Landesere. Rudolf je zmiňován jako svědek u zemského knížecího soudu při schvalování darů pro duchovní a kláštery.

### Ludwig
Ze čtyř synů Rudolfa I. odešel Ludwig na duchovní dráhu a roku 1226 se stal opatem kláštera Rein. V roce 1244 byl pověřen papežem Inocentem V. spolu s opaty kláštera Heiligenkreuz a kláštera Zwettl, jaké mohou být výhrady a předpoklady k založení vídeňského biskupství, které si vévoda Fridrich II. z rodu Babenberků (1210–1246) přál. Také po smrti Ludvíka v roce 1246 zůstal Stadecker s těmito kláštery úzce spojený.

### Rudolf II. „von Stadegge", minesenger
Rudolf II. († 1261) a jeho bratr Lutold I. byli v roce 1243 společnými svědky při obdarování pod hradem Helfenstein (poblíž Eisbachu) díky salcburskému arcibiskupovi Eberhard von Regensberg (asi 1170–1246) na klášter Rein. Častokrát se spojuje s pěvcem lásky a básníkem. Roku 1246 stojí při arcibiskupovi Eberhardu, 1249 při salcburském „Elekt“? Philipp von Spanheim († 1279). Roku 1250 navštíví Štýrský Hradec hrabě Meinhard I. von Görz, v prosinci 1260 přišel na návštěvu král Přemysl Otakar II. (1233–1278). Rudolf byl naposledy v roce 1261 na návštěvě u Voka z Rožmberka (asi 1210–1262) v Mariboru jmenován, když Jindřich von Pfannberg (před 1241–1282) helfensteinský majitel na „Reinu“ musel přijít. Druhý svědek byl Oldřich z Liechtensteina (kolem 1200–1275), druhý svědek naproti tomu byl Rudolf, jehož písně lásky pod názvem von Stadegge v Codex Manesse zůstaly dochované. Od Rudolfa von Stadecke je zpráva, že román od Heinricha von Veldeke vznikl mezi lety 1170 a 1187.

### Leutold I.
Leutold I. († 1292), Jalp Rudolf se oženil s Annou z rodu Seifrieda von Mahrenberg († 1271/2), byl již před maďarskou vládou ve Štýrsku zemským hejtmanem ve službě pod Přemyslem Otakarem II. a mohl se podruhé oženit v roce 1285 s Diemut, dědičkou Dietricha III. z Liechtensteina († 1278), hrad a panství Rohrau Rohrau získal pro svůj rod. Do roku 1261 Leutold většinu společného majetku vlastnil s Rudolfem a 1269 s Hartnidem. V roce 1269 došlo k narovnání mezi špitálem v „Cerewaldu“ (Spital v Semmeringu) a Erchenger II. a III., kterému byli přítomni také Leutold a Hartnit. Se Stadeckerskými bratry pečetil také Wulfing von Stubenberg (1259–1380) a Gottschalk von Burg Neuberg. Mezi sourodým rodem Stubenbergů měli bratři velmi úzký vztah. Tak je oba jako svědky uváděly roku 1288 při prodeji Kuenrinského Burg Gutenberg a fojtství nad knížecím proboštstvím Perchtolsgaden a Sekavský klášter a na bratry Ulricha, Friedricha a Heinricha von Stubenberg.

### Hartnid I.
Čtvrtý syn Rudolf I., Hartnid I. (Hertneit, Hertneid, † 1295?), potvrdil přísahu z roku 1276, pravděpodobně také ve smyslu jeho bratrů, neboť politicky byli zasaženi všichni. O Vánocích 1282 byli Leutold a Hartnid na Augsburském říšském sněmu, na kterém král Rudolf I. Habsburský (1218–1291) svým synům Albrechtovi a Rudolfovi dal lénem Rakousko a Štýrsko. Po štýrském šlechtickém povstání 1291/1292 nedostali Stadeckerové ani část. Tak byl Hartnit 1292 – po odstoupení štýrské šlechty byl nanejvýš neoblíbeným opat Heinrich von Admont – zemský hejtman Štýrska ve službě vévody Albrechta I. Habsburského (1255–1308). Všichni Stadeckerové byli většinou oddáni příslušným zemským hejtmanům. Později měl Hartnid 1294 krotit nositele jména Wildonů (Hartnid III. Wildon) (asi 1246 – kolem 1302), které měl zemské knížecí statky poškodit. Také nesměli za trest přenášet části Stadeckerů Hartnids von Wildonie z Wildon na Eibiswaldy. Hartnid I. zemřel patrně bezdětný. Jeho dědictví přešlo na potomky Leutolda I.

### Rudolf III., Hartnid II.
Synové Leutolda I., Rudolf III. (zmiňován 1314–1338) a Hartnid II. (znám 1314–1336) objevují se většinou společně. Roku 1314 zastavil vévoda Fridrich I. Sličný (1289–1330) majetek Rudolfa ve výši 323 liber a Albert von Pottendorf za 420 liber feniků desátky k Mürzzuschlag, Weißeneck, Rosseck, Anschau, Gessen, Emerswert a Muents. Stadeckerové měli také salcburská léna ve Štýrsku. Když platbu za jejich věrnost lennímu pánovi převáděli, prostředníka bratrům dělal arcibiskup Friedrich III. († 1338); Losensteini Hartnid, Rudolf, Dietrich a Ludwig pevnost zámek Freundsberg (Frondsberg) v Koglhofu; (bez uvedení data). V roce 1331 zastavili oba bratři se souhlasem svých manželek "Ofmei“ a "Guete“, statek Hedweigsdorf (Raum Hartberg?) hartbergerskému soudci Dietrichovi, po zpětném řízení v roce 1334 byl klášter Rind darován.

### Leutold II.
Syn Hartnida II. Leutold († 1367) pokračoval v rodu dále. O jeho důležitosti víme z "žalob mrtvých", že jeho učitelem a heroldem byl Peter Suchenwirta (kolem 1320–1395). Potom byl Leutold ve vojenské službě u vévody Oty IV. Veselého (1301–1339) a krále Ludvíka I. Uherského (1326–1382). Kolem roku 1335 šel do boje kvůli následníkovi korutanském, do války mezi Habsburky a králem Janem Lucemburským (1296–1346). Také roku 1351 bojoval jako spojenec pánů z Walsee a z Puchheimu proti českému šlechtici Rožmberkovi z Jindřichova Hradce. Potom spěchal za rakouským vévodou Albrechtem II. (1298–1358) na pomoc při obléhání Curychu v létě roku 1351. Pod Rudolfem IV. (1339–1365) byl roku 1360 zemským hejtmanem v Kraňsku a vystřídal Konrada von Auffenstein. V roce 1361 je již zemským maršálem Rakouska (listina, kterou zemská vrchnost Habsburská a uznává Hrabství Schaunberg (?)). V roce 1362 až 1363/64 byl zemským hejtmanem Štýrska. Zemřel roku 1367. Je vychvalován za svou rytířskou statečnost a přiměřený vztah k ženám, bystrost v rozhodování, ochotu za všech okolností, věrnost vládě aniž by byl špatným dvořanem a štědrost.

### Johann
Syn Leutolda II. Johann († 1399) byl poslední mužský potomek. Domníval se, že je jako jeho matka z Walsee; z toho se vysvětluje, že měl příznivý vztah k Cillierům. Johann je znám až po roce 1367 v listině z let 1370 a 1380 jako věřitel rakousko-štýrského vévody Albrechta III. a Leopolda III. (1351–1386). V roce 1385 věnoval Hans jeden desátek pro farní kostel svatého Víta v Aigen ležící nad „Grecz“ nahoře naproti v „Endricz“ na jeden rok následující pondělí po svátku Všech svatých a protože se za všechna jména modlí. Podle půvabu vína byly všechny neděle v té době (1360) obyčejné. Roku 1389 dostal Johann od vévodu Albrecht III. lénem Göttlesbrunn-Arbesthal. Od roku 1396 až do své smrti 1399 byl zemský hejtman Štýrska.

### Následovníci
Vévoda rakouský Wilhelm von Habsburg (kolem 1370–1460) dával lénem svému bratrovi Ernstu (1377–1424) stadeckerské panství, ale jen na papíře, protože Johannova dcera „Gueta“ (Guta) měla štěstí, že hrabě Hermann II. von Cilli byl silný a chytrý poručník. Podařilo se mu dolnorakouské Rohrau jako říšské léno udat své svěřenkyni, kterou v roce 1402 provdal za Ulricha, syna hraběte Huga z Montfortu (1357–1423), Také „panství Stadeck“ (hrad byl již v té době pustý), Teufenbach, Strallegg a Langenwang Guta mohla zajistit manželovi diplomatický osud.
Tělesné ostatky Stadeckerů jsou v kryptě pod kostelem svatého Víta ve Štýrském Hradci.

## Rodokmen

### Předkové Stubenbergů
Před F. Puschy a jinými:
Wulfing/Wolfber († asi 1160), 1130 Pöllau (?), Passail (?),
 jeho první žena, dcera Adalbero von Feistritz,
- A: Otto von Stubenberg (Stubenberg (hrad)) 1160
  - B: Wulfing von Stubenberg (1259-1318), 1268 zajatec krále Přemysla Otakara II. (asi 1233-1278)
- A: Wulfing, 1173 Hrad Kapfenberg (?)
 druhá žena, vdova po Hartnid I. von Ort († asi 1147)
- A: Gottschalk Schirling († asi 1192), 1166 von Neuberg/Neitperg
  - B: Gottschalk mladší von Neidberg (?)
  - B: Leutold von Neidberg (?)
  - B: Adelbert von Neidberg (?)
  - B: Rudolf I. von Stadekke (1192-1230)
  - B: Erchenger I. von Landeserů (Erkenger von Landsee) († 1211)

### Stadeckerové
po K. Weinhold, J. Bergmann a jiných.:
- A: Rudolf I. von Stadekke (1192-1230)
  - B: Ludwig, opat Rein (1226-1246)
  - B: Rudolf II. (1243-1261), minesengr, žena Anna z Mahrenberg
    - C: ? Friedrich (1263-1303)
      - D: ? Gerhoch, 1325 farář v Marburgu

  - B: Hertneit/Hartnid I. (1269-1295?), zemský hejtman Štýrska (1292-1299), žena Diemut von Veldesberg/Feldsberg, dcera Albera von Velzperch
    - C: Alhaid (Adelheid)
    - C: Agnes
    - C: Preide (Brigida)

  - B: Leutolt I. (1243-1292), zemský hetman Štýrska od 1255, 1. žena Anna von Mahrenberg (?), 2. žena Diemut von Rohrau (následuje rod Liechtensteinů)
    - C: Dietrich
    - C: Rudolf III. (1314, † před 1338), žena Ofmei/Euphemia von Pottendorf († po 1350), dcera Konrada von Pottendorf
      - D: Rudolf IV. (1350-1370), žena Agnes von Puchheim, dcera Heinricha von Puchheim a Elsbeths von Rauhenstein

    - C: Hertneit II. (1314-1336), žena Gueta/Guta von Walsee-Drosendorf, dcera od Heinrich von Walsee
      - D: Heinrich (1334)
      - D: Leutolt II. (1334, † 20. března 1367), zemský hejtman Krain (1360), zemský maršál, Rakouska (1361), zemský hejtman Štýrska (1362-1363) žena von Walsee (?)
        - E: Johann/Hanns (1367, + 6. září 1399), zemský hejtman Štýrska (1396-98), žena Anna von Neuhaus († po 1426)
          - F: Gueta/Guta († 13. září po 1412), manžel 1402 hrabě Ulrich von Montfort-Bregenz-Pfannberg († 1419)
            - G: Hermann I. von Montfort-Pfannberg
            - G: Stephan

      - D: Dietrich (1334)
      - D: Elisabeth, manžel Wolfgang von Winden
        - E Burkart von Winden, žena Anna von Losenstein
- A: Ulrich von Stadeck; von Weinhold jako "nevlastní bratr Rudolfa" označený a z genealogie vynechaný; podle jiných autorů identický se salcburským arcibiskupem Ulrich von Seckau († 1268).

## Panství Stadeck
Aigen (statek Eigen, později "úřad Aigen") jmenované území Stadeckského panství leží v severním Grazer Stadtrand, obsahuje Andritz, Stattegg a Weinitzen
před "Schöcklschneid" (sedlo západně od Schöcklgipfels) na severu
až k Austein (dnes Křížová cesta) nad řekou Mur na jihu
z ústí Dultbachu do řeky jihovýchodně od Gratkorn
přes Wenisbuch (tehdy "Wernhartspuch") na východě.
Historie vlastnictví po F. Posch (viz Aribo II.)
královské obdarování velkých částí východního Štýrska falchraběti Hartwigovi II. kolem roku 1020, v dalších dědických dělení je roztříštěné
falckrabě Aribo II. (sesazen 1055, † 1102)
Hartnid von der Traisen, kolem 1080
Ernst von der Traisen, do 1136
Hartnid I. von Ort († před 1147), byl ženatý
vdova po Hartnidu von Ort, manžel Wulfing (von Stubenberg)
Gottschalk Schirling (po 1166 von Neuberg/Neitperg u Hartbergu)
Rudolf von Stadeck 1192

## Další državy
- Langenwang/Hohenwang (ze zemského, po 1285)
- Rohrau (zámek) (od Lichtenštejnové)
- Hartenstein (hrad) (?, 1270-1300)
- Teufenbach (po 1338)
- Hrad Liechtenstein (po 1367, 1384 zastaven na Hermann a Wilhelm von Cilli)
- Kranichberg (u Gloggnitz, po 1363)
- Kranichfeld/Rače u Schleinitz/Slivnica (jižní Maribor; pravděpodobně dědictví od Mahrenberků)
- Krems (u Voitsbergu) (od Walseerů)
- Festenburg (po 1366)
- Desátky na Gainfarn (1367)
- Část Salcburského léna Freundsberg/Frondsberg
- Salcburské léno Waxenegg (zřícenina (?)[1]
- Bruck an der Leitha, Fürstenfeld, Vellenbach/Feldbach (zemské knížecí léno, 1370)
- Brunn (u Vídeňského Nového města), Vischa/Fischau, městys Piesting, Weikersdorf, Wöllersdorf, Stallhofen/Stollhof, Leiding, Zweiersdorf (uvedený 1422 jako dřívější stadeckerské sídlo)
- Rauchenwarth
- Strallegg dříve Straleneck bei Pölau
- Hofkirchen bei Hartberg
- Kaindorf (u Hartbergu)
- Reinberg (u Vorau, od 1366)
- Vinařství v Purbachu (u Neusiedlersee, 1318)
- Göttlesbrunn-Arbesthal (od 1389)